# Atollo di Malé
L'atollo di Malé è un atollo naturale delle Maldive, costituito da due atolli separati: atollo di Malé Nord ed atollo di Malé Sud.
Insieme all'isola di Kaashidoo e Gaafaru, l'atollo di Malé compone la divisione amministrativa Atollo Kaafu.
Male, capitale delle Maldive, è situata nell'estremità meridionale dell'Atollo Malé Nord. Nell'atollo si trova l'isola di Hulhulé sulla quale è situato l'Aeroporto Internazionale di Malé-Ibrahim Nasir, principale scalo aeroportuale del Paese.